# Kazimierz Szymanowski

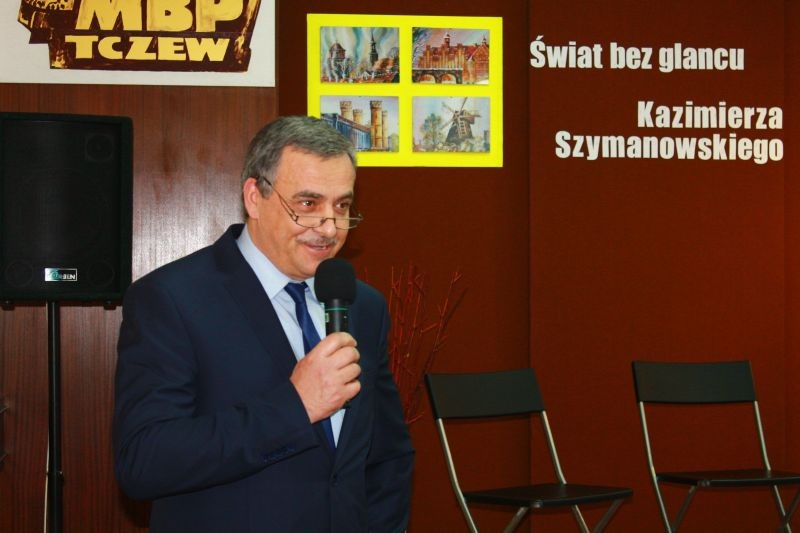
Kazimierz Szymanowski

Kazimierz Szymanowski (ur. 22 października 1959 w Tczewie) – polski pisarz, poeta.

## Życiorys
Jest autorem wielu wierszy. „Moje drogowskazy” to jego szósty tomik. Składa się on z 69 wierszy, które autor podzielił na trzy odrębne części.
Wiersze Szymanowskiego są z reguły sentymentalne i liryczne, są zwierzeniami autora. W swojej prostocie są łatwo przyswajalne i na długo zapadają w pamięci czytelnika. „Moje drogowskazy” to kontynuacja poprzednich tomików. Jest laureatem Kociewskiego Pióra 2014.
W 1986 roku Szymanowski został kierowcą w Urzędzie Miejskim w Tczewie, gdzie nadal pracuje. Jest żonaty i jest ojcem dwójki dzieci. Od 2013 roku jest też dziadkiem. W wolnym czasie przemierza rowerem drogi Kociewia, Kaszub i Żuław.

## Twórczość
- Myśli skłębione, 2012;
- W drodze do domu, 2012;
- Wśród swoich, 2013;
- Parkingowe przemyślenia, 2014;
- Świat bez glancu, 2016;
- Moje drogowskazy, 2018.

## Odznaczenia
Za swoją twórczość w 2015 roku Szymanowski został laureatem nagrody Kociewskie Pióro.